# Грчка на Европском првенству у атлетици у дворани 1972.
Грчка  је учествовала на 3. Европском првенству у атлетици у дворани 1972.
одржаном у Греноблу, Француска, 11. и 12. марта. У свом трећем учешћу на европским првенствима у дворани репрезентацију Грчке представљала су 3 атлетичара (3 м и 0 ж) који су се такмичили у три дисциплине.
На овом првенству Грчка је освојила прву медаљу на европским првенствима у дворани, а освојио ју је Василиос Папагеоргопулос заузимајући треће место у спринтерској трци на 50 метара. У квалификација ове дисциплинњ Папагеоргопулос је оборио светски рекорд.  Друго дана такмичења освојена је и сребрна медаља у трци на 1.500 метара. Овим медаљама Грчка је у броју освопјених медаља заузела 9, место од 14 земаља које су освајале медаља односно 23 земље учеснице.
У табели успешности према броју и пласману такмичара који су учествовали у финалним такмичењима (првих 8 такмичара) Грчка је два такмичара и 13 бодова. делила 13. место са Италијом, од 23 земље које су имале представнике у финалу, односно све земље учеснице су имали представника у финалу.
| Пл.  | Земља | 1. место | 2. место | 3. место | 4. место | 5. место | 6. место | 7. место | 8. место | Бр. фин. Бод. |
| ---- | ----- | -------- | -------- | -------- | -------- | -------- | -------- | -------- | -------- | ------------- |
| =13. | Грчка | −        | 1 − 7    | 1 − 6    | −        | −        | −        | −        | −        | 2 − 137       |

## Учесници
| Бр. | Дисциплина   | Мушкарци                 | Жене | Укупно |
| --- | ------------ | ------------------------ | ---- | ------ |
| 1.  | 50, м        | Василиос Папагеоргопулос |      | 1      |
| 2.  | 1.500 м      | Спилиос Захаропулос      |      | 1      |
| 3.  | 50 м препоне | Ефстратиос Василику      |      | 1      |
|     | Укупно (3)   | 3                        | 0    | 3      |

## Освајачи медаља
- Сребро

1. Спилиос Захаропулос — трка на 1.500 метара
- Бронза

1. Василиос Папагеоргопулос — трка на 50 метара

## Резултати

### Мушкарци
| Атлетичар                | Дисциплина   | Лични рекорд | Квалификације | Квалификације      | Полуфинале       | Полуфинале       | Финале           | Финале   | Детаљи |
| Атлетичар                | Дисциплина   | Лични рекорд | Резултат      | Место              | Резултат         | Место            | Резултат         | Место    | Детаљи |
| ------------------------ | ------------ | ------------ | ------------- | ------------------ | ---------------- | ---------------- | ---------------- | -------- | ------ |
| Василиос Папагеоргопулос | 50 м         |              | 5,75          | 1. у гр. 3 КВ, СРд | 5,77             | 1 у пф. 1. КВ    | 5,82             |          |        |
| Спилиос Захаропулос      | ` 1.500 м    |              |               |                    |                  |                  | 3:46,08          |          |        |
| Ефстратиос Василику      | 50 м препоне |              | 6,80 НРд      | 4. у гр. 3         | Није се пласирао | Није се пласирао | Није се пласирао | 15. / 23 |        |

## Биланс медаља Грчке после 3. Европског првенства у дворани 1970—1972.
|      | Земља        |   |   |   |   | УП  |
| 1—2. | 1970 — 1971. | 0 | 0 | 0 | 0 | 0   |
| 3.   | 1972.        | 0 | 1 | 1 | 2 | 9.  |
| 1—3  | Укупно       | 0 | 1 | 1 | 2 | 13, |
| ---- | ------------ | - | - | - | - | --- |

|                                        | Атлетичар                              | Земља                                  |                                        |                                        |                                        |                                        |
| Није било вишеструких освајача медаља. | Није било вишеструких освајача медаља. | Није било вишеструких освајача медаља. | Није било вишеструких освајача медаља. | Није било вишеструких освајача медаља. | Није било вишеструких освајача медаља. | Није било вишеструких освајача медаља. |
| -------------------------------------- | -------------------------------------- | -------------------------------------- | -------------------------------------- | -------------------------------------- | -------------------------------------- | -------------------------------------- |

## Освајачи медаља Грчке  после 3. Европског првенства 1970—1972.
|    | Атлетичар/ка             | м | ж | ЕП       | Дисциплина |   |   |   |   |
| -- | ------------------------ | - | - | -------- | ---------- | - | - | - | - |
| 1. | Спилиос Захаропулос      | м |   | 1972.    | 1.500 м    |   |   |   |   |
| 2. | Василиос Папагеоргопулос | м |   | 1972.    | 50 м       |   |   |   |   |
|    | Укупно                   | 2 | 0 | 1970—72. |            | 0 | 1 | 1 | 2 |